# Атака Панова
Ата́ка Пано́ва — шахматный дебют, разновидность защиты Каро — Канн. Начинается ходами: 
 1. e2-e4 c7-c6 
 2. d2-d4 d7-d5 
 3. e4:d5 c6:d5 
 4. c2-c4.

## История
Дебют назван по имени советского шахматиста Василия Панова, опубликовавшего анализ данного начала в 1930 году, хотя указанная система игры встречалась на практике с начала XX столетия. Атака Панова получила широкое признание в шахматном мире и успешно применялась А. А. Алехиным, М. М. Ботвинником, Т. В. Петросяном, Б. В. Спасским, Р. Фишером, А. Е. Карповым, Г. К. Каспаровым. В начале XXI века дебют несколько утратил былую популярность, однако по-прежнему имеет репутацию солидного начала и периодически встречается в партиях таких известных гроссмейстеров, как М. Адамс, В. Ананд, Л. Г. Аронян, А. И. Грищук, В. М. Иванчук, А. С. Морозевич, Ю. Полгар.

## Идеи дебюта
Атакуя пешку d5, белые стремятся к захвату инициативы и скорейшему развитию. Недостатком данного начала является образование во многих вариантах изолированной пешки d4, однако это может быть компенсировано активной фигурной игрой. Многие продолжения атаки переходят на схемы других дебютов (ферзевый гамбит, защита Грюнфельда, защита Нимцовича, сицилианская защита с ходом c2-c3), также разработаны самостоятельные варианты.
Атака Панова расценивается теорией как действенный способ в борьбе белых за дебютное преимущество, что требует от соперника точной игры. В распоряжении чёрных имеются следующие схемы:
1. Создание давления на пешку d4 посредством Кb8-c6, фианкеттирования слона на поле g7 либо прорыва e7-e5;
2. Удержание пешки d5 путём Кg8-f6 и e7-e6. Это позволяет, в случае размена на d5, создать в лагере соперника изолированную белую пешку d4, при этом поле d5 захватывается чёрной фигурой.

## Варианты

### Продолжение 4. …Кg8-f6
Данное продолжение является наиболее популярным. Далее возможно:
- 5. c4-c5 — атака Гундерама. Белые стремятся развить атаку на ферзевом фланге.
- 5. Кb1-c3 — классическое продолжение.
  - 5. …g7-g6 — сводит игру на схемы защиты Грюнфельда.
  - 5. …e7-e6 — чёрные усиливают пешку d5, однако «запирают» слона c8.
    - 6. Кg1-f3
      - 6. …Сf8-b4 — сводит игру на схемы защиты Нимцовича.
      - 6. …Сf8-e7 — создаёт прочную позицию.
      - 6. …Кb8-c6 — в сложившейся позиции белые имеют возможность для развития атаки на ферзевом фланге путём 7. c4-c5 и дальнейшего продвижения пешки по линии b.

    - 6. Сc1-g5
    - 6. c4-c5

  - 5. …Кb8-c6 — чёрные атакуют пешку d4 и оставляют возможность для включения в игру слона C8.
    - 6. Кg1-f3
    - 6. Сc1-g5
      - 6. …d5:c4 7. d4-d5 Кc6-a5 — защита Херцога.
      - 6. …e7-e6 — чёрные усиливают пешку d5.
      - 6. …Фd8-a5 — вариант Черняка.
      - 6. …Фd8-b6 — вариант Рейфиржа. В 1930-х так играл Шпильман.

### Другие продолжения
Согласно статистике, данные варианты являются менее распространёнными.
- 4. …e7-e6
- 4. …Кb8-c6
- 4. …d5:c4

## Ловушки в дебюте
Атака Панова содержит ловушки, которые с успехом могут использовать как белые, так и чёрные.
- 4. …Кg8-f6 5. Кb1-c3 Кb8-с6 6. Кg1-f3 Сc8-g4 7. c4:d5 Кf6:d5 8. Фd1-b3 Сg4:f3
  - 9. Фb3:b7? (правильно 9. g2:f3) 9. …Кd5-b4 10. g2:f3 Лa8-b8 — чёрные выигрывают ферзя.
  - 9. g2:f3 Кc6-d4? 10. Сf1-b5+! Кd4:b5 11. Фb3:b5+ Фd8-d7 12. Фb5:d7+ Крe8:d7 13. Кc3:d5 — белые выигрывают коня.

## Примерные партии
- Васюков — А. Зайцев, Восточный Берлин, 1968[6]

1. e2-e4 c7-c6 2. d2-d4 d7-d5 3. e4:d5 c6:d5 4. c2-c4 Кg8-f6 5. Кb1-c3 Кb8-c6 6. Кg1-f3 Сc8-g4 7. c4:d5 Кf6:d5 8. Фd1-b3 Сg4:f3 9. g2:f3 e7-e6 10. Фb3:b7 Кc6:d4 11. Сf1-b5+ Кd4:b5 12. Фb7-c6+ Крe8-e7 13. Кc3:b5 a7-a6 14. Кb5-d4 Кd5-b4 15. Сc1-g5+ 1-0 Мат неизбежен: 15. …f7-f6 16. Фc6:e6×.
- Циэр — Херрман, Германия, 1982[7]

1. e2-e4 c7-c6 2. d2-d4 d7-d5 3. e4:d5 c6:d5 4. c2-c4 Кg8-f6 5. Кb1-c3 Кb8-c6 6. Сc1-g5 Фd8-a5 7. Сg5-d2 d5:c4 8. Сf1:c4 Кc6:d4 9. Кc3-b5 Фa5-d8 10. Кb5:d4 Фd8:d4 11. Фd1-a4+ 1-0. На 11. …Сc8-d7 или 11. …Кf6-d7 последует 12. Сc4:f7+ с последующим выигрышем ферзя. На 11. …Крe8-d8 последует 12. 0—0—0 и у чёрных дилемма: либо отдать ферзя (12. …b7-b6. 13. Сd2-с3) либо убрать ферзя с поля d4 и получить мат 13. Сd2-a5×.